# Atractus melas
Espèce
Atractus melas est une espèce de serpents de la famille des Dipsadidae.

## Répartition
Cette espèce est endémique de Colombie. Elle se rencontre dans les départements de Chocó et de Valle del Cauca entre 80 et 300 m d'altitude.

## Description
L'holotype de Atractus melas, une femelle, mesure 235 mm dont 25 mm pour la queue. Cette espèce a le corps uniformément noir.

## Étymologie
Son nom d'espèce, du grec ancien μέλας, mélas, « noir », lui a été donné en référence à sa livrée.

## Publication originale
- Boulenger, 1908 : Descriptions of new South-American reptiles. Annals and magazine of natural history, sér. 8, vol. 1, p. 111-115 (texte intégral).